# Ministère de la Magie
Pour un article plus général, voir Lieux de Harry Potter.
Cet article concerne le ministère britannique présent dans l'univers de Harry Potter. Pour les ministères présents dans l'univers des Animaux fantastiques, voir Congrès magique des États-Unis d'Amérique et Ministère français des Affaires Magiques.
Le ministère de la Magie (Ministry of Magic en version originale) est un ministère fictif britannique imaginé par J. K. Rowling pour l'univers de la suite romanesque Harry Potter.
Situé au centre de Londres, le ministère est l'autorité gouvernementale du monde magique britannique. Son rôle principal est d'empêcher les Moldus (personnes sans pouvoirs magiques) de se rendre compte de l'existence d'un monde magique, mais il contrôle également les relations internationales et le commerce.
À la tête du ministère, le ministre de la Magie a sous ses ordres différents fonctionnaires tels que les directeurs de département, les Aurors, les secrétaires d'État, les membres du Magenmagot ainsi que d'autres fonctionnaires aux responsabilités variables.
Le Premier ministre moldu est au courant de l'existence de ce ministère de la Magie et peut être contacté si la situation l'exige. Les visites du ministre de la Magie au Premier ministre moldu sont annoncées par un portrait de Ulick Gamp (tout premier ministre de la Magie), accroché au mur du cabinet du Premier ministre moldu au numéro 10, Downing Street.

## Histoire

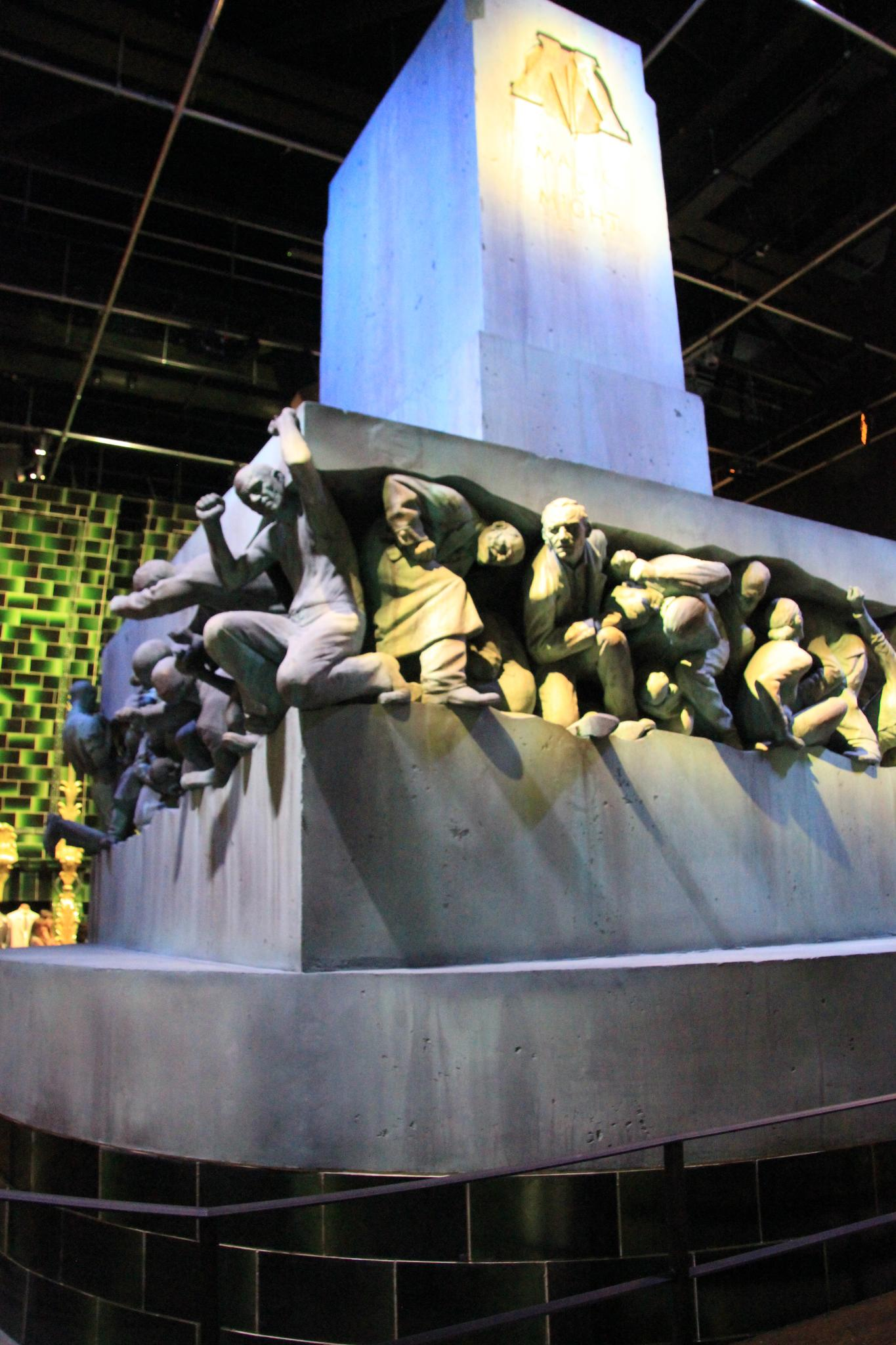
La statue de l'atrium visible dans le septième film, symbolisant l'écrasement des moldus sous le pouvoir ministériel de Voldemort.

Avant 1707 et l'élection du premier « ministre » de la Magie, Ulick Gamp, qui a fondé le premier « département de la justice magique », le « Conseil des sorciers » assurait alors la fonction du ministère actuel. Gobelins, harpies, fantômes et sorciers s'y réunissaient tous les ans.
Ce n'est qu'à partir du cinquième roman que la vie hors de l'école, et en particulier la politique, prend de l'importance, ce qui est une rupture de ton assez nette. Ce livre montre que le ministère est particulièrement gangréné par l'incompétence, corrompu par les mangemorts, et qu'un grand nombre de fonctionnaires haut placés se soucient principalement de se maintenir au pouvoir. Quand Harry Potter et Dumbledore révèlent le retour du mage noir Voldemort, le ministère fait pression sur la Gazette du Sorcier pour qu'elle démente l'information en faisant passer Harry pour un « menteur » et Dumbledore pour un « vieux fou ». Harry est convoqué à une audience exceptionnelle pour avoir simplement fait usage de la magie en dehors de l'école. Néanmoins, quand Voldemort se dévoile publiquement, le ministère se range aux côtés de l'Ordre du Phénix pour lutter contre le mage noir. Mais cette institution demeure singulièrement inefficace aux yeux de Harry.
Dans le roman final, Voldemort prend le contrôle du ministère en tuant le ministre en fonction Rufus Scrimgeour et en nommant un fonctionnaire sous l'influence de l'imperium. C'est donc Voldemort qui détient le pouvoir ministériel, son régime eugéniste prône la pureté et la protection des Sangs-purs, considérés comme « supérieurs ». Un service d'espionnage est chargé de surveiller les fréquentations moldues des fonctionnaires du ministère (notamment concernant Arthur Weasley). Après la chute de Voldemort, Kingsley Shacklebolt est nommé ministre de la Magie.

## Localisation et accès

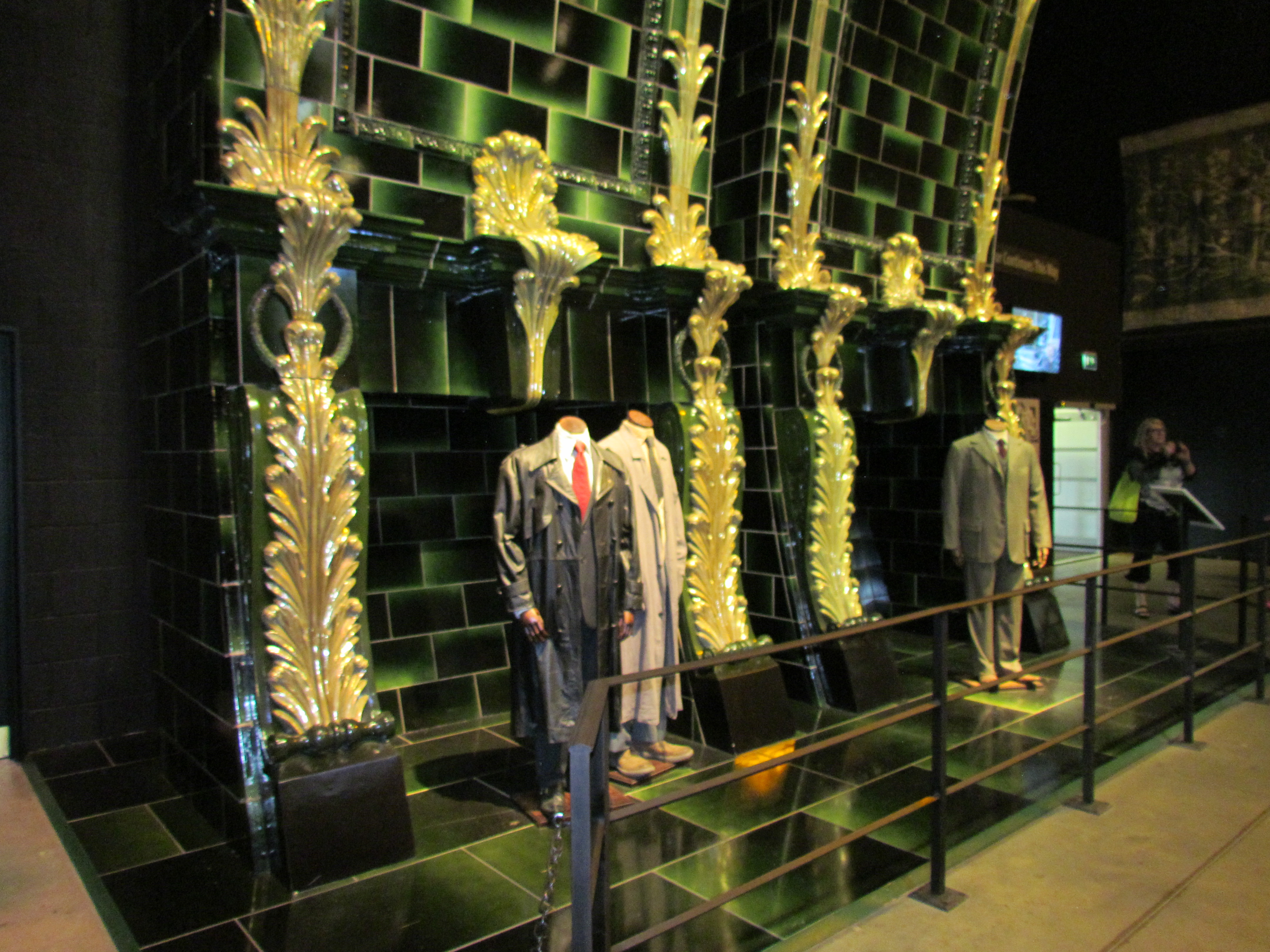
Photo prise par Robert Clarke

Les bâtiments du ministère se trouvent sous terre (bien que des fenêtres enchantées diffusent la lumière et offrent une météo variable en fonction de l'humeur de la maintenance magique). On peut entrer dans le ministère en transplanant, en arrivant par la poudre de cheminette ou par l'entrée des visiteurs qui ressemble à une cabine téléphonique londonienne délabrée et vandalisée. Lorsqu'un sorcier tape 62442 sur le clavier numérique de la cabine (correspondant à la composition du mot MAGIC sur un clavier de téléphone), il s'avère que c'est un ascenseur. Le ministère possède un hall d'accès (l'atrium) et neuf sous-sols où se trouvent les sept départements, celui de la justice magique étant le plus important.

## Organisation des locaux

### Présidence
Le premier niveau est celui du cabinet du ministre de la Magie. Il bénéficie d'un assistant personnel. Lorsque Cornelius Fudge est ministre, c'est Percy Weasley qui occupe cette fonction.
Durant l'intrigue, différents ministres se succèdent :
- Cornelius Fudge (1990 – juillet 1996)[1] (poussé à la démission en 1996)
- Rufus Scrimgeour (juillet 1996 – 1er août 1997)[1] (assassiné par Voldemort durant l'été 1997, pendant le mariage de Bill et Fleur Weasley)
- Pius Thicknesse (1er août 1997 – 2 mai 1998)[1] (sous l'influence de Voldemort grâce au sortilège de l'Imperium)
- Kingsley Shacklebolt (1998 – ?)[1] (intérim au 3 mai 1998 puis permanent)
- Hermione Granger (avant 2019 - ?) (uniquement dans la pièce de théâtre de Jack Thorne)

### Département de la justice magique

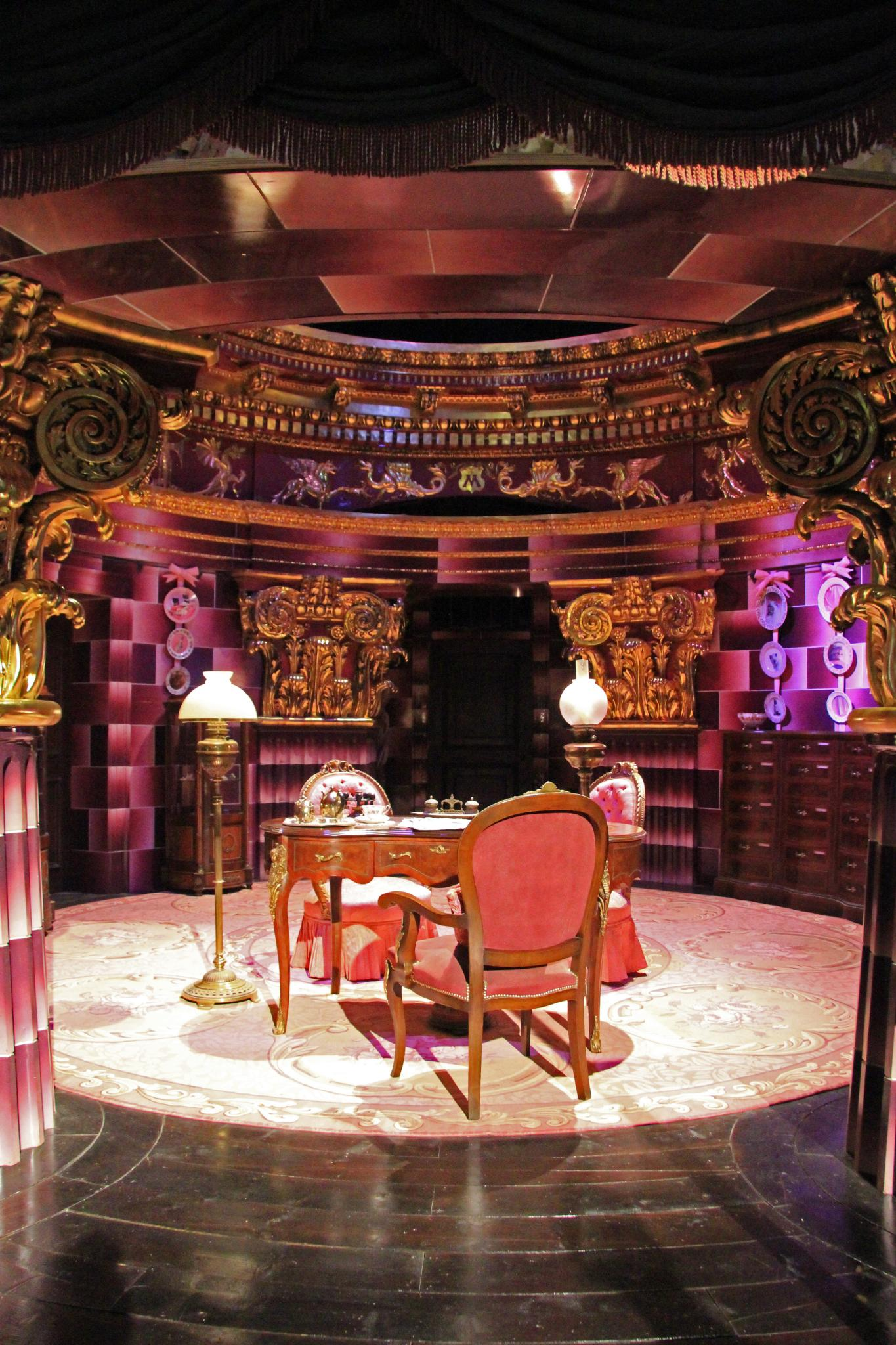
Le bureau de Dolores Ombrage à la Commission d'enregistrement des nés-Moldus (studios Harry Potter).

Situé au niveau 2, et dirigé par Amélia Bones (une juge impartiale et de confiance selon Tonks) puis par Yaxley, ce département comprend le service des usages abusifs de la magie (où Mafalda Hopkirk travaille), la brigade de police magique (dont le chef est Bob Ogden), le bureau des Aurors, le service des détournements de l'artisanat moldu (où travaille Arthur Weasley), les services administratifs du Magenmagot, la Cour de justice magique et le département de contrôle de l'équipement magique.
C'est à cet étage que devait avoir lieu à l'origine l'audience de Harry Potter, avant d'être déplacée.

#### Bureau des Aurors
Les Aurors sont des sorciers et sorcières d'élite qui luttent activement contre l'utilisation de la magie noire. Ils sont employés par le ministère de la Magie britannique, mais également par le MACUSA américain dans la série dérivée Les Animaux fantastiques.
Au ministère de la Magie, le bureau des Aurors (ou quartier général des Aurors, Auror Office en anglais) est une vaste salle de type open space. Des notes volantes s'y croisent en tous sens. Les boxes sont remplis de portraits de sorciers et de sorcières recherchés, d'articles de presse ou de photos de famille. Il y a également une carte du monde pointée d'épingles.
Il est composé de Rufus Scrimgeour (directeur du bureau avant de devenir Ministre), Dawlish, Alastor Maugrey, Kingsley Shacklebolt (avant de devenir Ministre), Nymphadora Tonks et Williamson. Frank et Alice Londubat en font également partie, bien qu'ils soient tous les deux hospitalisés à Sainte-Mangouste durant l'intrigue, après avoir été torturés par Bellatrix Lestrange et d'autres Mangemorts. Ces sorciers forment l'élite du ministère. Ils opèrent un peu comme des membres de la police criminelle mais ressemblent plus à des agents secrets, qui traquent les Mages Noirs et les combattent.
Les études nécessaires sont très difficiles et les concours sont très sélectifs. Au cours de leur formation, d'une durée de 3 ans, ils reçoivent des cours de dissimulation et de déguisement, ainsi que de filature et tapinois. Pour devenir Auror, il faut avoir obtenu cinq ASPIC : potions, botanique, métamorphose, sortilèges et défense contre les forces du Mal. Il faut aussi montrer des capacités de réaction dans des situations dangereuses, faire preuve de persévérance et d'abnégation. Ce métier est l'ambition de Harry Potter ainsi que de Ron Weasley.
Les Aurors ont traîné en justice la plupart des mages noirs qui soutenaient Voldemort dans les années 1970. Ils ont aussi combattu les géants, tuant beaucoup d'entre d'eux et chassant le reste hors de Grande-Bretagne. Après la défaite de Voldemort, lorsque Bartemius Croupton Sr. était encore directeur du département de la justice magique, les Aurors avaient des pouvoirs spéciaux. On les autorisait à contourner la procédure normale et à tuer ou capturer leurs ennemis grâce à des moyens aussi implacables que ceux utilisés par les Mangemorts qu'ils combattaient. À cause de ces mesures radicales, Sirius Black fut emprisonné sans procès durant cette période.

#### Service des détournements de l'artisanat moldu
« Ça concerne tous les objets fabriqués par les Moldus et qui ont été ensorcelés. Il faut s'occuper de les neutraliser si jamais ils reviennent dans des magasins ou des maisons de Moldus. »

— Ron Weasley (Harry Potter et la Chambre des secrets)
Le service des détournements de l'artisanat moldu (Misuse of Muggle Artifacts Office en anglais) est le bureau de Mr Weasley, le père de Ron, qu'il partage avec un vieux sorcier du nom de Perkins. Il se trouve du côté opposé de l'ascenseur, et avoisine le bureau des Aurors. Il semble assez misérable et très étroit, rempli de piles de dossiers bancales. Ses murs témoignent de la passion de Mr Weasley pour les objets moldus : des affiches de voitures ou de moteur démonté, un schéma d'installation de prise de courant et des images de boîtes aux lettres y sont accrochés. Mr Weasley et Perkins sont parfois amenés à devoir mener des enquêtes sur des cas étranges en rapport avec les moldus (comme des toilettes publiques « régurgitantes »).

#### Magenmagot
Le Magenmagot (Wizengamot en anglais) est la Haute Cour de justice des mages, présidée par Dumbledore avant qu'il ne soit démis de ses fonctions au début de Harry Potter et l'Ordre du Phénix. C'est une organisation qui précède le ministère de la Magie et qui fonctionne comme une combinaison de la cour et du parlement. Le Magenmagot regroupe une cinquantaine de sorciers, portant des robes couleur prune avec un « M » brodé sur la gauche de la poitrine.
À la suite du départ de Dumbledore, il semble que Cornelius Fudge, ministre de la Magie, ait pris la tête du Magenmagot. C'est en tout cas lui qui le dirige lors de l'audience de Harry Potter. L'ensemble du Magenmagot a assisté à cette audience, ce que Dumbledore trouve excessif pour une simple affaire d'usage abusif de la magie. On peut d'ailleurs remarquer que le chef du pouvoir exécutif et législatif (le Ministre) est à la tête de l'autorité judiciaire; c'est un manquement grave aux règles de base d'une démocratie, si tant est que le Ministère en représente une, ce qui n'est mentionné nulle part.
Cette assemblée de sorciers est probablement inspirée du Witenagemot, institution du Haut Moyen Âge anglo-saxon, antérieure à la conquête normande de 1066. Celle-ci rassemblait, sous la présidence des rois, les hommes libres chargés de rendre la justice et d'édicter les lois.
Le Magenmagot est composé notamment de Griselda Marchebank et de Tiberius Ogden (avant leur démission dans Harry Potter et l'Ordre du Phénix).

### Département des accidents et catastrophes magiques
Il est situé au 3e niveau et comprend la brigade de réparation des accidents de sorcellerie, les Forces des tâches invisibles, le quartier général des Oubliators et le Comité des inventions d'excuses à l'usage des Moldus.

### Département de contrôle et de régulation des créatures magiques
Ce département est situé au 4e niveau. Amos Diggory y travaille. L'étage est composé de la Commission d'examen des créatures dangereuses (Walden Macnair y est employé), la section des animaux, des êtres et des esprits, le bureau de liaison des gobelins dirigé par Dirk Cresswell et l'agence de conseil contre les nuisibles.

### Département de la coopération magique internationale
Le département de la coopération magique internationale est situé au 5e niveau. Il est dirigé par Barty Croupton Sr. et comprend l'organisation internationale du commerce magique, le bureau international des lois magiques et la confédération internationale des sorciers (section britannique).

### Département des transports magiques
Ce 6e niveau comprend tout ce qui est du domaine des transports : la régie autonome des transports par cheminée (Réseau de cheminette), le service de régulation des balais volants, l'office des Portoloins et le centre d'essai de transplanage.

### Département des jeux et sports magiques
Il est situé au 7e niveau. Dirigé par Ludovic Verpey, le département comprend le siège des ligues britanniques et irlandaises de Quidditch, le club officiel de Bavboules et le bureau des brevets saugrenus. Bertha Jorkins travaille également à ce niveau.

### Atrium
C'est un hall gigantesque par lequel les fonctionnaires arrivent en empruntant l'entrée des visiteurs (cabine téléphonique ensorcelée). Il est situé au 8e étage.
Son parquet de bois foncé est parfaitement lustré. Le plafond est bleu (d'une couleur semblable aux plumage d'un paon) et incrusté de symboles dorés mouvants, tel un immense tableau d'affichage céleste. Des lambris de bois recouvrent les murs de chaque côté, qui comprennent de nombreuses cheminées dorées, par lesquelles d'autres sorciers peuvent arriver. Au centre du hall se trouve une fontaine circulaire aux statues dorées dont la plus imposante représente un sorcier de noble allure à la baguette pointée vers le ciel d'où est projetée l'eau. À son côté se trouve une sorcière. Ils sont entourés de trois autres statues représentant un centaure, un gobelin et un elfe de maison, qui les regardent avec adoration. Au bout du hall se trouvent deux grandes portes dorées devant lesquelles un agent de sécurité procède à des inspections. Derrière les portes se trouve un second hall plus petit comportant une vingtaine d'ascenseurs aux grilles dorées.
Dans le septième livre, il y a une entrée de service pour les employés n'étant pas de haut rang dans le nouveau régime, qui semble être des toilettes, et où il est nécessaire de posséder des jetons spéciaux pour entrer. En se plaçant dans la cuvette (qui ne contient pas d'eau) et en tirant la chasse, on arrive, via un toboggan, dans l'Atrium.

### Département des mystères
Comme son nom l'indique, le département des mystères, situé au niveau 9, est un lieu qu'aucun employé du ministère ne connaît vraiment, à part ceux qui y travaillent, appelés « Langues de plomb ». Eux seuls savent ce qu'on y étudie.
Harry Potter se rend à cet étage avec Mr Weasley pour son audience disciplinaire, qui a lieu à l'étage du dessous (inaccessible par l'ascenseur). Ses couloirs sont très différents de ceux des étages supérieurs : les murs sont nus, sans fenêtre. Il n'y a qu'une seule porte, présente tout au fond du couloir.
Les lieux existent sans doute depuis très longtemps mais n'ont apparemment pas été créés entièrement par des hommes. Il s'agit d'un département de recherche sur des notions abstraites et complexes, donc chacune est étudiée dans une salle qui lui est propre :
- Salle du Temps : comporte des retourneurs de temps, un grand tube où un poussin passe, en boucle, de l'œuf à l'oiseau, des horloges de toutes sortes...
- Salle du Savoir : on y trouve des cerveaux qui flottent dans une grande bassine remplie d'un liquide étrange.
- Salle de la Mort : grande salle en gradins comportant en bas et au centre une arche voilée dont s'échappent les murmures des morts. C'est en passant au travers de cette arche que Sirius Black meurt en venant porter secours à Harry à la fin du cinquième tome.
- Salle du Futur ou Salle des Prophéties : meublée d'immenses étagères sur lesquelles sont entreposées des prophéties (« enfermées » dans des boules de verre). Les étagères sont disposées en au moins cent rangées très longues et profondes. Cette salle est très grande et assez effrayante.
- Salle de l'Amour : selon Albus Dumbledore, « elle contient une force à la fois plus merveilleuse et plus terrible que la mort, que l'intelligence humaine, que les forces de la nature ».
- Salle des Planètes ou de l'espace : d'après Luna Lovegood, c'est un endroit où on a l'impression de « flotter dans le noir ».

Dans Harry Potter et l'Ordre du Phénix, Harry Potter voit souvent ce département en rêve car c'est la préoccupation du moment de Voldemort, qui désire se procurer la prophétie annonçant qui pourrait le vaincre. Au cours de la bataille du département des mystères qui oppose l'Armée de Dumbledore et l'Ordre du Phénix à quelques Mangemorts, une grande partie des objets d'études est détruite par les sorts perdus, notamment la prophétie recherchée ainsi que tous les retourneurs de temps.

### Salles d'audiences
C'est au niveau le plus bas que se déroulent les audiences, dont notamment celle de Harry Potter le 12 août 1995 (dans la salle d'audience numéro 10), alors qu'il a violé un décret interdisant aux jeunes sorciers d'utiliser la magie en dehors de l'école.
Le niveau est accessible uniquement par le niveau supérieur, le département des mystères. Le couloir principal du niveau est très sombre et semblable aux cachots de Poudlard, avec des torches accrochées aux murs de pierres. Des bancs en gradins s'élèvent de chaque côté de la salle d'audience numéro 10. Au centre est placé un grand fauteuil avec des chaines. Il s'agit de la même salle d'audience que celle aperçue par Harry dans les souvenirs de Dumbledore, dans Harry Potter et la Coupe de Feu.

« Il n'y avait aucun tableau aux murs, pas la plus modeste décoration, simplement ces bancs disposés en gradins pour qu'on puisse, de partout, voir le mieux possible le fauteuil aux bras dotés de chaînes. »

— Harry Potter et la Coupe de Feu

## L'Ordre de Merlin
(Sauf précision contraire, les informations ci-dessous sont issues du texte inédit de J. K. Rowling publié sur Pottermore concernant « l'Ordre de Merlin »).
L'Ordre de Merlin (parfois abrégé en O.M.) est une distinction honorifique, se présentant sous la forme d'une médaille d'or, décernée par le Magenmagot depuis le XVe siècle. La médaille est accompagnée d'un ruban de couleur :
- ruban vert (première classe), pour « actes de bravoure ou de distinction exceptionnelle en matière de magie »
- ruban pourpre (deuxième classe), pour « réalisation ou effort au-delà de l'ordinaire »
- ruban blanc (troisième classe), pour « contribution à la connaissance ou au divertissement ».

La légende veut que le ruban vert de l'Ordre de première classe reflète la couleur de la maison de Poudlard dans laquelle fut envoyé Merlin (c'est-à-dire Serpentard).
Albus Dumbledore reçoit l'Ordre de Merlin (première classe) pour sa victoire contre Grindelwald en 1945. Cornelius Fudge, ministre de la Magie, s'est lui-même décerné cette même distinction pour sa carrière, que beaucoup considéraient pourtant comme peu notable (cela a par ailleurs éveillé de nombreuses critiques au sein de la communauté magique). Parmi les autres récipiendaires moins dignes de la plus haute classe de l'Ordre aurait figuré Arcturus Black, grand-père de Sirius Black, que l'on a accusé d'avoir soudoyé le ministère afin d'obtenir sa distinction. Remus Lupin a également obtenu l'Ordre de Merlin (première classe) à titre posthume pour son rôle dans la bataille de Poudlard en 1998.

## Après l'intrigue
On apprend lors d'une interview de J. K. Rowling (donnée avant la sortie de la pièce de théâtre en 2016) que Harry, Ron et Hermione trouveront tous trois un emploi au ministère. Harry deviendra directeur du Bureau des Aurors dont il révolutionnera le fonctionnement. Ron sera également Auror et Hermione sera Haut-placée dans un département qu'elle aurait contribué à créer. Elle sera concernée par la cause des elfes de maison. Elle enverra Dolores Ombrage en prison pour crimes envers les nés-moldus et moldus et pour usages de sortilèges impardonnables. M. Weasley aura encore une prime quelques années après sa retraite et Shacklebolt occupera de longues années encore le rôle de ministre.

## Adaptation au cinéma

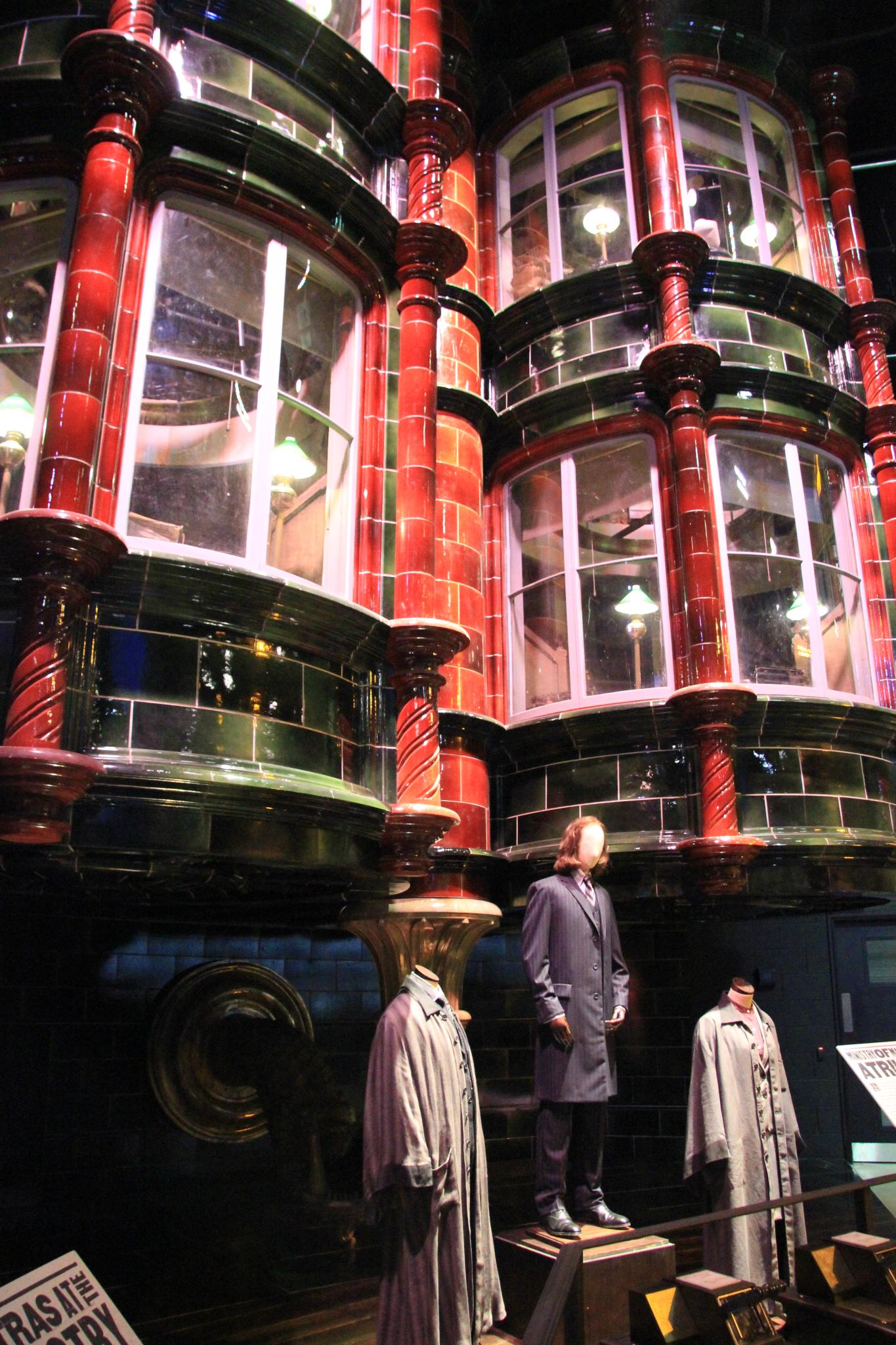
Bureaux de fonctionnaires dans le décor de l'atrium (studios Harry Potter).

Il s'agit du plus grand décor jamais construit au sein des studios Harry Potter. Pour rendre ce lieu souterrain crédible, l'équipe de Stuart Craig s'inspire des plus vieilles stations du métro londonien, construites au début des années 1900, et comportant des colonnes classiques ainsi qu'une quantité presque extravagante de carreaux de céramique (étant situées sous le niveau de l'eau). Le tout dans des teintes de vert, de rouge et de noir.
Pour rappeler qu'il s'agit, dès le cinquième volet, d'un lieu où des choses sinistres commencent à se mettre en place, Craig et le réalisateur David Yates décident d'installer dans le décor de l'atrium une grande bannière flottante à l'effigie du ministre en s'inspirant des affiches de propagande du début de l'ère soviétique. Limitée par la hauteur sous plafond des studios, l'équipe décide de construire deux étages de bureaux pour les employés fictifs et d'ajouter des niveaux supérieurs par ordinateur.
La salle du tribunal, visible lors de l'interrogatoire d'Igor Karkaroff dans Harry Potter et la Coupe de feu, s'inspire de l'art byzantin, rehaussée de feuilles d'or et de marbrures (papiers marbrés faits main le cas présent, tout comme pour le décor de l'échiquier du premier film). Le style choisi s'oppose au gothique jusqu'alors très présent dans de nombreux décors de la série. On y trouve également des fresques semblables à celles des églises byzantines, mais racontant l'« histoire des sorciers ». La cage présente au centre de la salle rappelle volontairement les vierges de fer du Moyen Âge. Dans Harry Potter et l'Ordre du Phénix, le décor de cette salle est repensé et agrandi. Son style devient semblable à celui de l'atrium.
La salle des prophéties a été entièrement faite en images de synthèse pour ne pas risquer de blesser les acteurs lors de la scène de la chute des globes. La séquence est donc filmée sur fond d'écrans verts et les rayonnages de sphères dupliqués à l'infini.
Dans le film Harry Potter et les Reliques de la Mort, l'acteur David O'Hara (qui interprète Harry Potter sous les traits d'Albert Runcorn) se rend dans le décor de la Commission d'enregistrement des nés-Moldus, lorsque son personnage recherche le médaillon Horcruxe dérobé par Dolores Ombrage. Le carrelage noir de cette grande pièce au plafond voûté est recouvert d'une moquette violette. Le bureau d'Ombrage comporte plusieurs éléments déjà présents du temps où le personnage était professeur à Poudlard (tapis rose, meubles français, assiettes aux chats, etc.).